# Grup Autonomista i Socialista de les Illes
Grup Autonomista i Socialista de les Illes (GASI) fou un partit polític nacionalista de les Illes Balears fundat per Climent Garau Arbona el febrer de 1976 amb la finalitat de defensar l'autogovern balear. El GASI feia un plantejament nacionalista i socialista autogestionari, a l'estil de les definicions ideològiques que s'acostumaven en aquella època. La seva orientació era en la línia del mallorquinisme polític històric, que ha reivindicat els lligams culturals amb el País Valencià i Catalunya. Es tractà d'un grup de dimensions reduïdes i centrades en un entorn d'intel·lectuals i professions liberals. Formà part de l'Assemblea Democràtica de Mallorca. Entre els seus dirigents cal assenyalar Climent Garau i Arbona, Josep Maria Llompart, Miquel Duran i Ordinyana i Pere Nicolau. El 1977 desaparegué en passar alguns dels seus membres a formar part de la coalició electoral Unió Autonomista a les eleccions generals espanyoles de 1977. Altres membres del partit donaren suport a l'aliança formada pel Partit Socialista de les Illes (PSI), el Moviment Socialista d'Eivissa i Formentera i el Moviment Socialista de Menorca. La majoria dels seus integrants acabaren integrant-se en el Partit Socialista de Mallorca.